# Veias metacarpais palmares
As veias metacarpais palmares são veias da mão.